# Aburria
Aburria es un género de aves galliformes de la familia Cracidae conocidas vulgarmente como pavas, que pueblan las selvas de América del Sur.

## Taxonomía
Un reciente estudio basado en ADN mitocondrial, osteología y biogeografía llegó a la conclusión que las cuatro especies del género Pipile debían clasificarse en el género Aburria. No obstante, estas conclusiones no han sido aceptadas por la Unión Ornitológica Americana, ni por la lista de Clements.

## Especies
Según Clements, las especies de Aburria y Pipile deben clasificarse así:
Género Aburria
- Aburria aburri

Género Pipile
- Pipile jacutinga
- Pipile cujubi
- Pipile pipile
- Pipile cumanensis